# Carlo Giartosio
Carlo Giartosio (Torino, 15 marzo 1892 – Costigliole Saluzzo, 30 ottobre 1955) è stato un ammiraglio italiano, già distintosi come ufficiale nel corso della guerra italo-turca e della Grande Guerra. Durante la seconda guerra mondiale prestò servizio presso l'Alto Comando della Regia Marina (Supermarina) a Roma sino al 5 maggio 1942, quando assunse il comando del gruppo cacciatorpediniere di squadra. Assunse poi l'incarico di Comandante superiore della Regia Marina in Libia, mantenendo l'incarico fino al gennaio 1943, quando a seguito del precipitare della situazione bellica, fu evacuato in Italia dopo aver applicato le massime opere di sabotaggio nei porti libici, in particolare a Bengasi. Rientrato in Patria ritornò in servizio presso Supermarina, e il 27 luglio 1943 fu nominato sottocapo di stato maggiore aggiunto della Regia Marina, e il 12 agosto sottocapo di stato maggiore.

## Biografia

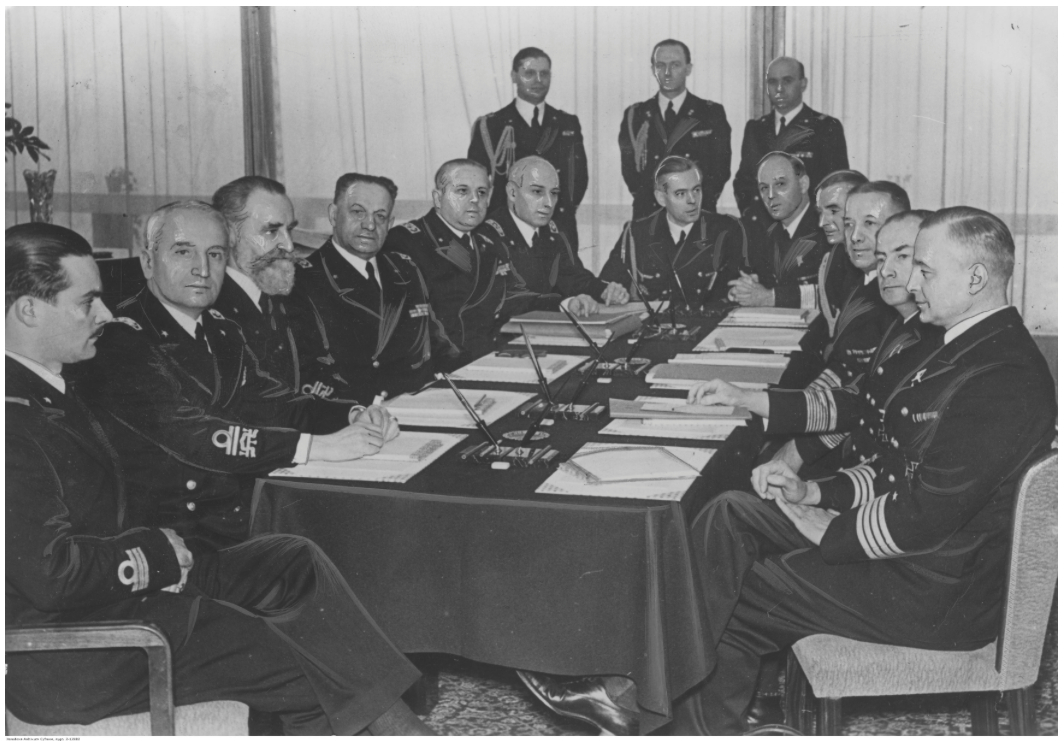
Carlo Giartosio con gli ammiragli Arturo Riccardi, Raffaele de Courten, Emilio Brenta, Erich Raeder e Kurt Fricke e il capitano Kurt Aschmann durante la conferenza navale di Merano nel marzo 1941.

Nacque a Torino il 15 marzo 1892. Nel 1910 fu ammesso a frequentare la Regia Accademia Navale di Livorno da cui uscì, con il grado di guardiamarina, nel 1913. Prese parte alla guerra italo-turca (1911-1912) imbarcato sull'ariete torpediniere Etna. Fu poi imbarcato sulle navi da battaglia Roma e  Giulio Cesare, dove si trovava all'atto dell'entrata in guerra del Regno d'Italia il 24 maggio 1915. Dal luglio successivo, su sua richiesta, fu assegnato come ufficiale di bordo alla specialità dirigibili, venendo promosso tenente di vascello e conseguendo, nel 1917, il brevetto di ufficiale in seconda. Nel 1918 conseguì il brevetto di pilota di idrovolanti. Al termine della Grande Guerra risultava decorato con due medaglie d'argento al valor militare e con la croce al merito di guerra. nel 1919, imbarcato sul cacciatorpediniere Irrequieto, partecipò alle operazioni di occupazione dell'Albania. Nel 1921, assegnato alla stazione idrovolanti di Pola, si distinse nelle operazioni di spegnimento di due depositi munizioni che si erano incendiati, e per tale impegno fu decorato con la terza medaglia d'argento al valor militare. Promosso capitano di corvetta fu assegnato alla Scuola di guerra di Torino, e tra il 1925 e 1927, fu comandante dei cacciatorpediniere Giovanni Acerbi e Euro. Promosso capitano di fregata, tra il 1930 e il 1932 ricoprì l'incarico di addetto navale in Jugoslavia e Romania, e poi assunse il comando del cacciatorpediniere Nembo e della relativa squadriglia CT. Divenuto capitano di vascello nel 1935 assunse il comando del cacciatorpediniere Aquilone e della 2ª Flottiglia cacciatorpediniere, e poi dell'incrociatore leggero Giovanni dalle Bande Nere (1935-1937). Fu poi assegnato al comando superiore del C.R.E.M. e al Consiglio superiore di marina come membro e segretario. All'atto dell'entrata nella seconda guerra mondiale del Regno d'Italia, il 10 giugno 1940, si trovava presso la Scuola di guerra del Regio Esercito a Torino, venendo immediatamente assegnato all'Alto Comando della Regia Marina (Supermarina) a Roma. Promosso contrammiraglio rimase in servizio presso Supermarina fino al 5 maggio 1942, quando assunse il comando del gruppo cacciatorpediniere di squadra. Assunse poi l'incarico di Comandante superiore della Regia Marina in Libia, mantenendo l'incarico fino a quando, nel gennaio 1943, a seguito del precipitare della situazione bellica, fu evacuato in Italia. Per la sua azione decisa in quei frangenti, dimostratasi nelle fasi di abbandono dei porti libici, in particolare di Bengasi, fu insignito della terza medaglia d'argento al valor militare, mentre l'alleato tedesco gli conferì la Croce di Ferro di seconda classe e la Croce al merito con stella e spada dell'Ordine dell'Aquila tedesca. Rientrato in patria ritornò in servizio presso Supermarina, e il 27 luglio 1943 fu nominato sottocapo di stato maggiore aggiunto della Regia Marina, e il 12 agosto sottocapo di stato maggiore. All'atto dell'armistizio dell'8 settembre 1943 rimase nel territorio occupato dai tedeschi, e dopo la liberazione di Roma, 4 giugno 1944, assunse il comando superiore delle siluranti, che mantenne sino all'agosto 1946. Lasciò il servizio attivo il 31 dicembre 1946. Con Decreto del Presidente della Repubblica Italiana del 24 novembre 1947 fu insignito della Croce di Cavaliere dell'Ordine militare d'Italia. Si spense a Costigliole Saluzzo (provincia di Cuneo) il 30 ottobre 1955.